# キエフ軍管区
キエフ軍管区（キエフぐんかんく、ロシア語: Киевский военный округ、ウクライナ語: Київський військовий округ、略称КВО）は、ロシア帝国軍、ソビエト連邦軍の軍管区、統合部隊。軍管区最古の1個でウクライナ軍の基盤となり解隊された。

## 歴史

### ロシア帝国

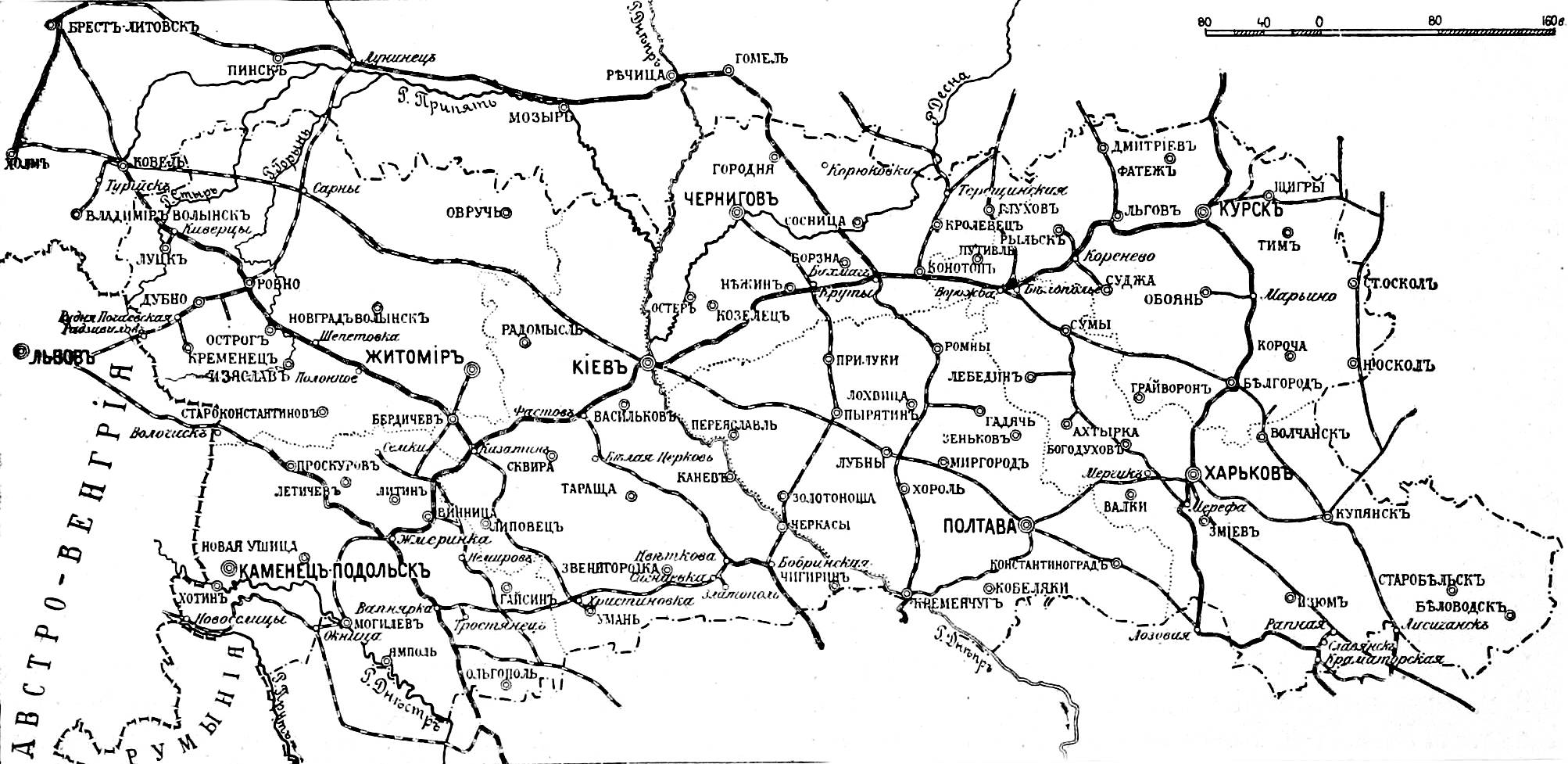
ロシア帝国時代の担任地域

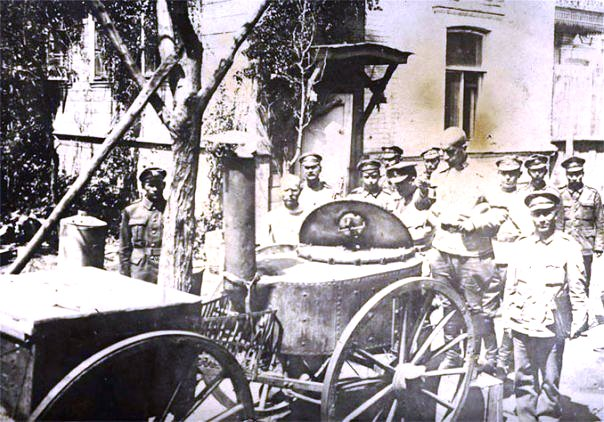
食事中の様子

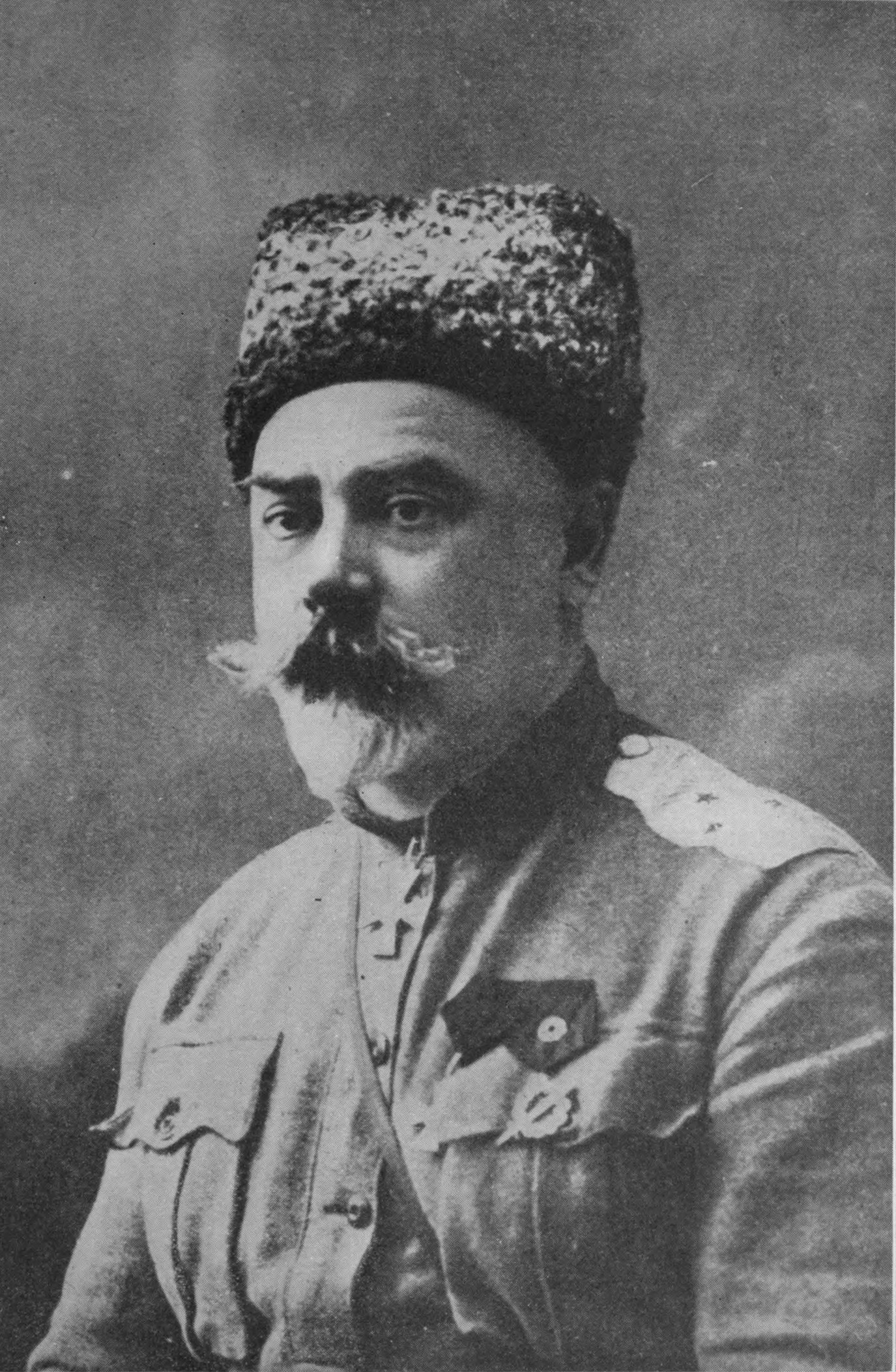
アントーン・デニーキン司令官代行

1862年7月6日、ロシア帝国軍の軍管区制移行に伴い、ワルシャワ軍管区、ヴィリニュス軍管区と共にキエフ軍管区として創設され、ロシア軍初の軍管区となった。
1914年7月から第一次世界大戦に投入され、1918年3月に終戦条件のブレスト＝リトフスク条約で担任地域をドイツ帝国に割譲して解隊された。

### 迷走期
1919年3月からロシア内戦の影響に伴い、キエフの支配者が変遷するたびに赤軍、白軍で交互に再編され、1922年4月、赤軍ハリコフ軍管区と統合され、南西軍管区に改編された。
1922年5月、担任地域がウクライナ全土に拡大し、ウクライナ軍管区に改称された。

### ソビエト連邦

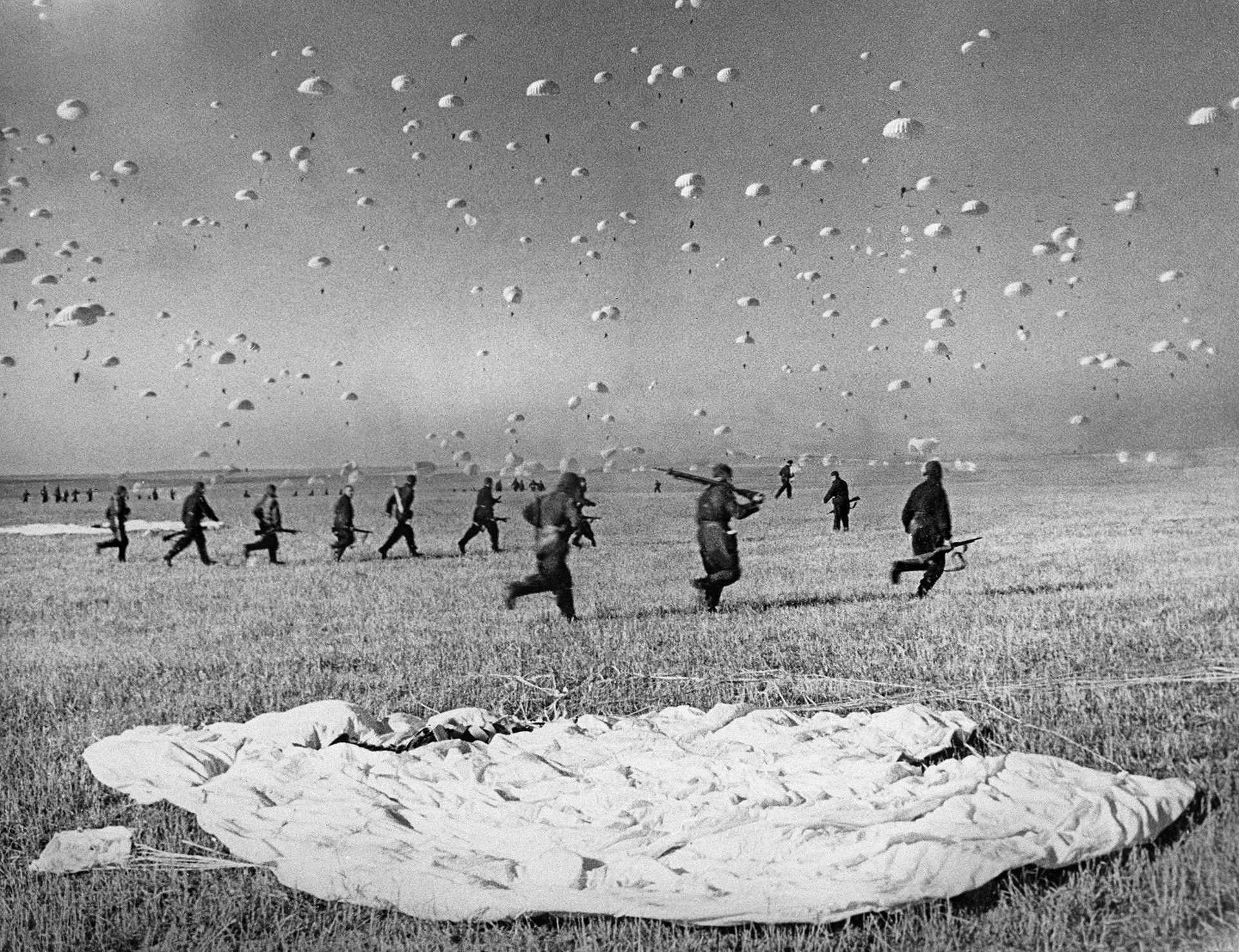
空挺訓練の様子

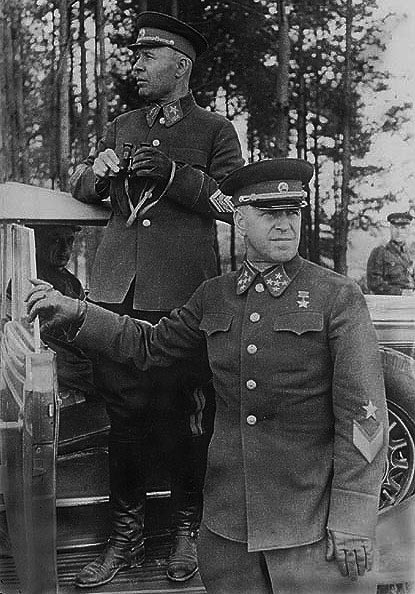
ゲオルギー・ジューコフ司令官

1935年5月、ハリコフ軍管区と分割され、キエフ軍管区に改編され、1938年7月、キエフ特別軍管区に改称された。
1939年9月、第二次世界大戦でポーランド侵攻、冬戦争に投入されて勝利した。
1941年2月、ドイツ軍がポーランド国境に配備され、3月にウクライナ防衛線の要塞化が発令され、毎日団員43,006人が陣地要塞化作業に従事した。同月にドイツ軍が進軍開始し、6月には南西戦線（第1編成）に再編されて戦闘態勢に入ったが、9月にキエフが陥落し、独ソ戦の初期段階で大損害を受けて解隊された。
1943年10月、スターリングラード軍管区を基幹にキエフ軍管区として再編され、補給、訓練の後方拠点として機能し、枢軸国に勝利した。
1946年6月、ハリコフ軍管区と再統合された。
1968年2月、赤旗勲章を授与された。

### ウクライナ
1991年12月、ソビエト連邦の崩壊とウクライナの独立でウクライナ国民に忠誠を誓い、しばらくはそのまま存在したが、ウクライナ国防省とウクライナ軍参謀本部に分割され、ウクライナ軍が創設された。

## 編制[2]
- 軍管区司令部（キエフ）
- 第1親衛諸兵科連合軍（チェルニゴフ）
- 第6親衛戦車軍（ドニエプロペトローフスク）
- 第17航空軍（キエフ）
- 第64軍団（アルチョモフスク）
- 第169親衛訓練所（デスナ）
- 第750訓練所（マリノフカ）
- 第752訓練所（デヴィチキ）
- 第1074訓練所（チェルカースィ）
- 第1075訓練所（クリヴォイ・ログ）

## 出身者
- アレクサンドル・エゴロフ
- アレクサンドル・ドレンテルン
- アレクセイ・アントーノフ
- アントーン・デニーキン
- アンドレイ・グレチコ
- イオナ・ヤキール
- イワン・ヤクボフスキー
- ヴァシーリー・ブリュヘル
- ウラジーミル・スホムリノフ
- ゲオルギー・ジューコフ
- セミョーン・チモシェンコ
- ピョートル・コシェヴォーイ
- ボリス・グロモフ
- ミハイル・キルポノス
- ミハイル・フルンゼ
- ワシーリー・チュイコフ